# Karin Åström
Karin Åström (ur. 1953) – szwedzka polityk, działaczka Szwedzkiej Socjaldemokratycznej Partii Robotniczej, posłanka do Riksdagu.

## Życiorys
Pracowała zawodowo w administracji w służbach społecznych, zajmując się zagadnieniami z zakresu polityki ekonomicznej i środowiskowej. W 2004 z ramienia socjaldemokratów objęła mandat deputowanej do Riksdagu, w 2006 i w 2010 z powodzeniem ubiegała się o reelekcję na kolejne czteroletnie kadencje.
W 2013 została wybrana na przewodniczącą Rady Nordyckiej na okres od 1 stycznia do 31 grudnia 2014.